# Ludwig Herzer
Ludwig Herzer (né Ludwig Herzl le 18 mars 1872 à Vienne; mort le 17 avril 1939 à Saint-Gall ) est un  médecin et un librettiste autrichien.

## Biographie
Ludwig Herzl, plus connu sous son pseudonyme Ludwig Herzer, a fait ses études de médecine à l'Université de Vienne et travaillé comme gynécologue. À côté de son travail, il a écrit des livrets d'opérettes, souvent en collaboration avec d'autres librettistes connus, comme Alfred Grünwald ou Fritz Löhner, pour des compositeurs comme Edmund Eysler, Franz Lehár et Robert Stolz.
Après l'Anschluss qui a vu l'Allemagne nazie annexer l'Autriche, il a dû fuir à cause de son origine juive. Avec beaucoup de difficultés, il a pu rejoindre la Suisse le 29 novembre 1938 en passant par Hohenems–Diepoldsau.

## Œuvres

### Livrets
- Gräfin Fifi. Opérette en trois actes (d'après la version française de Emile de Najac, Alfred Hennequin et Albert Millaud) de Oskar Friedmann et Ludwig Herzer, musique de Albert Chantrier ; 1913
- Das Zimmer der Pompadour. Opérette en un acte de Oskar Friedmann et Ludwig Herzer, musique de Edmund Eysler ; 1915
- Die goldene Tochter. Opérette en trois actes de Oscar Friedmann et Ludwig Herzer, musique de Max Milian ; 1916
- Der Aushilfsgatte. Opérette en trois actes de Oscar Friedmann et Ludwig Herzer, musique de Edmund Eysler ; 1917
- Der dunkle Schatz. Opérette en trois actes de Oscar Friedmann et Ludwig Herzer, musique de Edmund Eysler ; 1918
- Die Siegerin. de Oskar Friedmann et Ludwig Herzer, livret écrit pour une opérette qui n'a pas été composée de Leo Fall ; vers 1920
- Hallo Tommy!. Opérette en trois actes de Ludwig Herzer, musique de George Edwards ; vers 1925
- Lady X.... Opérette en trois actes de Ludwig Herzer, musique de George Edwards ; 1927
- Cagliostro in Wien. Opérette en trois actes de F. Zell et Genee. musique de Johann Strauß (fils). Mise en scène avec un nouveau texte de Ludwig Herzer, musique de Erich Wolfgang Korngold ; 1927.
- Friederike. Singspielen trois actes de Ludwig Herzer et Fritz Löhner, musique de Franz Lehár ; 1928
- Das Land des Lächelns. Opérette romantique en trois actes d'après Viktor Leon, de Ludwig Herzer et Fritz Löhner, musique de Franz Lehár, 1929
- Schön ist die Welt. Opérette en trois actes de Ludwig Herzer et Fritz Löhner, musique de Franz Lehár ; 1930
- Das Lied des Liebe. Opérette en trois actes de Ludwig Herzer, musique de Johann Strauß (fils) dans l'arrangement de Erich Wolfgang Korngold ; 1931
- Katharina. Eine russische Ballade in neun Bildern de Ludwig Herzer et Ernst Steffan, Gesangstexte de Fritz Löhner, musique de Ernst Steffan ; 1932
- Venus in Seide. Opérette en trois actes de Alfred Grünwald et Ludwig Herzer, musique de Robert Stolz ; 1932
- Der Prinz von Schiras. Opérette en trois actes (fünf Bildern) de Ludwig Herzer et Fritz Löhner, musique de Joseph Beer ; 1934.
- Eva im Pelz. Comédie musicale en trois actes de Ludwig Herzer, musique de Michael Krasznay-Krausz ; 1935
- Verzeih', daß ich Dich lieb' ... Musikalisches Lustspiel en trois actes (d'après une idée de Gregor Schmitt) de George Marton et Ludwig Herzer, paroles de Karl Farkas, musique de Michael Krazsnay-Krausz ; 1937

### Théâtre
- Morphium. Nocturne en 4 parties. Avec une préface de Julius Wagner-Jauregg. Paul Knepler, Vienne 1921.
- Brautnacht. Comédie en trois actes, en collaboration avec Rudolph Lothar. Drei Masken Verlag, Berlin 1932 (imprimé en tant que manuscrit invendable).